# 达尔代
达尔代（法語：Dardez，法語發音：[daʁde]）是法国厄尔省的一个市镇，属于埃夫勒区。

## 地理
达尔代（49°4'57"N, 1°12'31"E）面积2.82 平方千米，位于法国诺曼底大区厄尔省，该省份为法国北部内陆省份，北起滨海塞纳省，西接奧恩省和卡爾瓦多斯省，南至厄尔-卢瓦省，东临瓦兹省、瓦兹河谷省和伊夫林省。
与达尔代接壤的市镇（或旧市镇、城区）包括：勒布莱莫兰、伊尔维尔、勒伊。

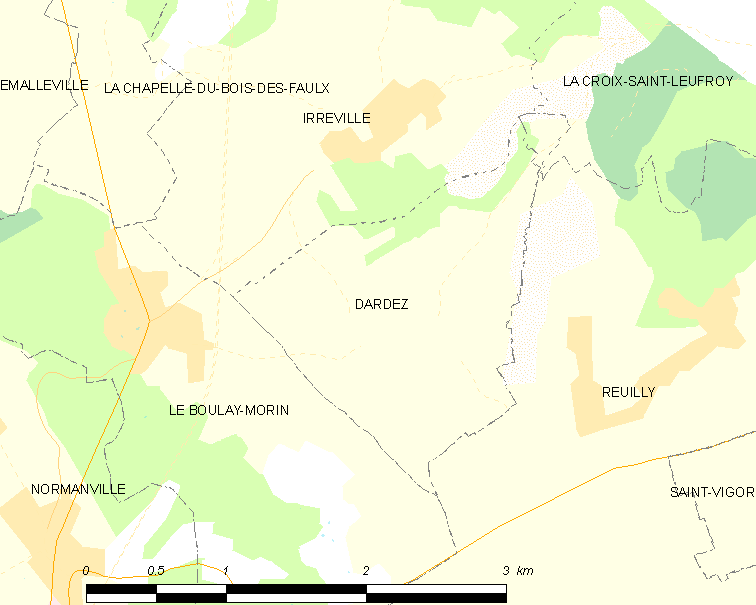
达尔代的OSM定位图

达尔代的时区为UTC+01:00、UTC+02:00（夏令时）。

## 行政
达尔代的邮政编码为27930，INSEE市镇编码为27200。

## 政治
达尔代所属的省级选区为埃夫勒第二县。

## 人口

1962-2008年间达尔代人口变化图示

达尔代于2022年1月1日时的人口数量为131人。